# 식용 식물 줄기
식용 식물 줄기는 인간이 먹는 식물의 한 부분이다. 대부분의 식물은 줄기, 뿌리, 잎, 꽃으로 구성되며 씨가 담긴 열매를 맺는다. 인간은 대체로 씨(예: 옥수수, 밀), 과일(예: 토마토, 아보카도, 바나나), 꽃(예: 브로콜리), 잎(예: 상추, 시금치, 양배추), 뿌리(예: 당근, 비트), 줄기(예: 셀러리, 루바브)를 먹는다.
줄기는 다양한 기능이 있다. 줄기는 식물 전체를 지탱하고 싹, 잎, 꽃, 식물을 갖추고 있다. 줄기는 또한 잎과 뿌리간 필수적인 연결부이기도 하다. 뿌리로부터 위쪽으로 물관부 조직을 통해 물과 미네랄 영양분을 끌어오며 식물 내 모든 방향에 대해 체관부 조직을 통해 유기화합물과 일부 미네랄 영양분을 끌어온다.

## 식용 줄기 식물 목록
- 아스파라거스
- 대나무
- 자작나무속
- 브로콜리
- 콜리플라워
- 계피
- 무화과나무속
- 생강
- 콜라비
- 연꽃
- 감자
- 사탕수수
- 설탕단풍나무
- 토란
- 고추냉이
- 스트로브잣나무
- 마늘